# О’Нил, Онора
Онора Сильвия О’Нил (англ. Onora Sylvia O'Neill; род. 23 августа 1941) — британский философ и член палаты лордов.
Дочь Кона О’Нилл. Училась в Германии и в Школе святого Павла для девочек в Лондоне, затем поступила в Оксфордский университет (Сомервиль-колледж), где изучала философию, психологию и физиологию. Докторскую степень получила в Гарвардском университете, где её руководителем был Джон Ролз. В 1970-е годы преподавала в Барнард-колледж при Колумбийском университете в Нью-Йорке. В 1977 году вернулась в Великобританию и начала преподавать в Эссекском университете. В 1992 году с должности профессора философии перешла на пост главы Ньюнхем-колледжа в Кембриджском университете .
Является почётным профессором философии в Кембриджском университете. С 2005 по 2009 была президентом Британской академии, с 1998 по 2010 — председателем Фонда Наффилда. В 2003, стала первым президентом президентом Британской философской ассоциации (БФА). В 2013 году Амстердамский университет выбрал её в качестве обладателя «места Спинозы» (The Spinoza Chair). До октября 2006 года О’Нейл оставалась директором Ньюнхем-колледже. До апреля 2016 года работала в Комиссии равенства и прав человека. За свою деятельность удостоена множества наград и премий, включая миллион долларов Премии Берггрюна.

## Философия
О’Нил много работ посвятила политической философии и этике, международному правосудию, биоэтике и философии Иммануила Канта.
О’Нил отстаивала и использовала в своих работах конструктивистскую интерпретацию кантовской этики, в большой степени под влиянием (при одновременном критическом отношеним) работ Джона Ролза, подчеркивая важность доверия, согласия и уважения автономии в справедливом обществе. Доверию посвящены многие работы О’Нил, в них она отмечала, что «люди часто полагаются на тех же людей, которым, по их утверждению, не доверяют» и прелагая «дать свободу специалистам и общественным службам служить обществу… добиваться более разумных форм отчётности… [и] переосмыслить медиа-культуру, в которой распространение подозрений стало установившейся практикой».

## Награды и премии
О’Нил была президентом Аристотелевского общества (1988—1989), членом Комитета по этичному обращению с животными (1990—1994), председателем Наффилдского совета по биоэтике (1996—1998), членом, а затем исполняющим обязанности председателя Консултационной комиссии по генетике человека (1996—1999), член комитета по пересмотру устава Би-би-си. С 1997 года — председатель Фонда Наффилда, с 2002 года — попечитель фонда Sense About Science. Также является попечителем Фонда Дитчли и Gates Cambridge Trust. С 2005 по 2009 год занимала пост президента Британской академии. Входит в Консультативный совет по инициативам в глобальном здравоохранении — негосударственную организацию, создана для выбора направлений работы Health Impact Fund.
В 1999 году получила пожизненный титул баронессы О’Нил Бенгрейвской, Брейда в графстве Антрим. В 2007 году избрана почётным членом Королевского общества. Является иностранным почётным членом Американской академии искусств и наук (1993) и Австрийской академии наук (2002), иностранным членом Американского философского общества (2003), достопочтенным членом Королевской ирландской академии (2003), иностранным членом Леополдины (2004) и Норвежской академии наук (2006), членом Академии медицинских наук. Избрана в члены Гастингс-центра, независимой научно-исследовательского учреждения в области биоэтики. В 2004 году награждена почётной докторской степенью Батским университетом. Также с 2009 года является почётным старшим членом Школы перспективных исследований Лондонского университета.
Звания почётного доктора присвоены О’Нил также Университетом Хериота-Уатт (2007) и Гарвардским университетом (2010).
С 2013 по 2016 год возглавляла Комиссию равенства и прав человека.
За вклад в философию и службу обществу в 2014 году включена в Орден Кавалеров Почёта.
В 2014 году О’Нил награждена немецким орденом Pour le Mérite.
В сентябре 2015 года, во время XII пятилетней международной кантовской конференции в Вене получила престижную премию Kant-Preis от Fritz Thyssen Stiftung за научные работы в области практической и политической философии Иммануила Канта.
В феврале 2016 года награждён рыцарским командорским крестом ордена «За заслуги перед Федеративной Республикой Германия» за выдающийся вклад в морально-этические осмысление доверия, подотчётности в общественной жизни, справедливости и добродетели.
Является президентом Общества прикладной философии, основанного в 1982 году с целью развития философских исследований, имеющих непосредственное отношение к вопросам, представляющим практический интерес.
В 2017 году удостоена норвежской Премии Хольберга за выдающийся вклад в исследования в области искусства и гуманитарных наук «за роль в этической и политической философии». В том же году удостоена Премии Берггрюна.

### Книги
- O'Neill, Onora. Acting on principle : an essay on Kantian ethics (англ.). — New York: Columbia University Press, 1975.
- O'Neill, Onora. Faces of Hunger: An Essay on Poverty, Development and Justice (англ.). — Allen & Unwin, 1986.
- O'Neill, Onora. Constructions of Reason: Exploration of Kant's Practical Philosophy (англ.). — Cambridge University Press, 1989.
- O'Neill, Onora. Towards Justice and Virtue. — Cambridge University Press, 1996.
- O'Neill, Onora. Bounds of Justice. — Cambridge University Press, 2000.
- O'Neill, Onora. Autonomy and Trust in Bioethics (The 2001 Gifford Lectures[англ.] (англ.). — Cambridge University Press, 2002.
- O'Neill, Onora. A Question of Trust: The BBC Reith Lectures[англ.] (англ.). — Cambridge University Press, 2002.
- O'Neill, Onora. Justice, Trust and Accountability. — Cambridge University Press, 2005.
- O'Neill, Onora. Rethinking Informed Consent in Bioethics. — Cambridge University Press, 2007. (with Neil Manson)
- O'Neill, Onora. Constructing authorities : reason, politics, and interpretation in Kant's philosophy (англ.). — Cambridge University Press, 2015.
- O'Neill, Onora. Justice across boundaries : whose obligations? (англ.) — Cambridge University Press, 2016.

### Избранные статьи
- O'Neill, Onora. Between consenting adults // Philosophy & Public Affairs[англ.]. — Wiley. — Т. 14, № 3. — С. 252—277. — JSTOR 2265350.. — «.».
- O'Neill, Onora. Kant on duties regarding nonrational nature // Proceedings of the Aristotelian Society, Supplementary Volumes[англ.]. — Wiley, 1998. — Июнь (т. 72, № 1). — С. 211—228. — doi:10.1111/1467-8349.00043. — JSTOR 4107017.. — «.».
- O'Neill, Onora. Constructivism vs. contractualism (англ.) // Ratio[англ.] : journal. — Wiley, 2003. — December (vol. 16, no. 4). — P. 319—331. — doi:10.1046/j.1467-9329.2003.00226.x.. — «.».

See also: Scanlon, T.M.. Replies (англ.) // Ratio : journal. — Wiley, 2003. — December (vol. 16, no. 4). — P. 424—439. — doi:10.1046/j.1467-9329.2003.00231.x.. — «.».
- O'Neill, Onora. Interpreting the world, changing the world // Philosophy Now[англ.]. — Т. 95. — С. 8—9.